# Факула

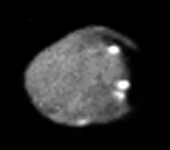
Амальтея. Яркое пятно вверху — факула Ида (Ida Facula), внизу — факула Ликт (Lyctos Facula)

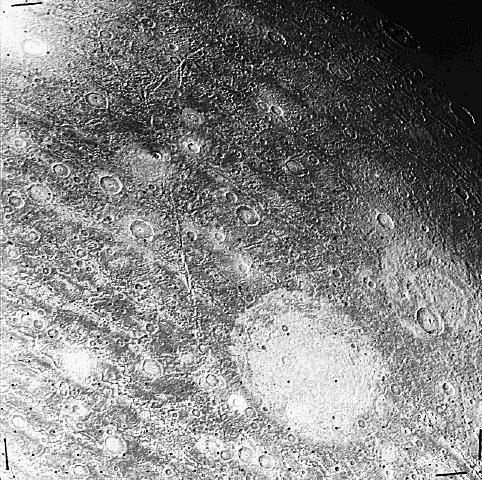
Факула Мемфис (Memphis Facula) на Ганимеде. Диаметр — 360 км

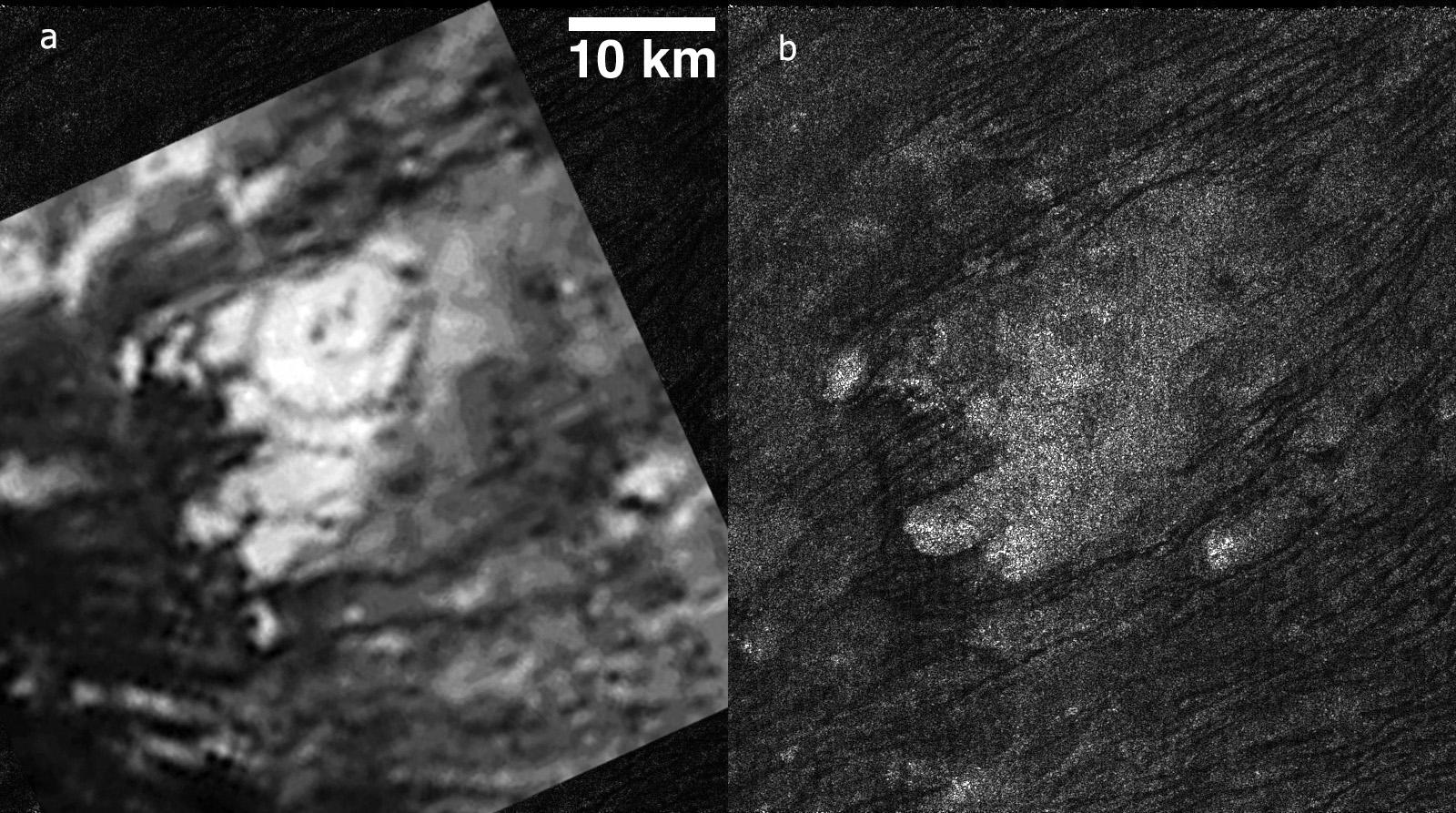
Факула Тортола (Tortola Facula) на Титане

Факула  (лат. Facula — маленький факел, мн. ч. Faculae) — небольшая яркая область на поверхности небесного тела (планеты, спутника или астероида). Термин «факула» используется в планетной номенклатуре — входит в состав названий объектов. В международных названиях (записываемых латинским алфавитом и утверждённых Международным астрономическим союзом) слово Facula, как и другие термины планетной номенклатуры, пишется с большой буквы (например, факула Мемфис — Memphis Facula).

## Природа факул
Как и другие термины планетной номенклатуры, слово «факула» ничего не говорит о происхождении объекта и описывает лишь его внешний вид. Поэтому оно пригодно для объектов любого происхождения. Данный термин даже не всегда означает светлый цвет в видимом диапазоне: факулы Титана выделены по инфракрасному и радарному альбедо.
Природа факул Амальтеи неизвестна; относительно их происхождения существует множество различных гипотез. Факулы Ганимеда и Каллисто — круглые светлые пятна диаметром до сотен километров - являются палимпсестами (метеоритными кратерами, рельеф которых был сглажен релаксацией ледяной коры спутника). Факулы Титана обычно имеют неправильную форму и неоднозначное происхождение.

## Названия факул
Термин «факула» был введен в обиход в 1985 году, когда были названы ряд факул Ганимеда. Но еще в 1979 году Международный астрономический союз назвал два ярких пятна на Амальтее именами факула Ида (Ida) и факула Ликт (Lyctos). Изначально в этих названиях не было родового термина, но впоследствии к ним добавили термин «факула».
По состоянию на 2018 год данный термин присвоен факулам и их системам на карликовой планете Церера и четырех спутниках: Амальтее (2), Ганимеде (13), Каллисто (1) и Титане (14).
Факулы на различных небесных телах называют по-разному:
- на Церере — в честь праздников плодородия Древнего Рима (Цереалии и Виналии)
- на Амальтее — названиями местностей, фигурирующих в мифах об Амальтее;
- на Ганимеде — названиями местностей, связанных с египетскими мифами;
- на Каллисто — именами богов и других персонажей, связанных с морозом и снегом, из мифов и сказок народов Крайнего Севера. По состоянию на 2014 год на Каллисто наименована одна факула — Факула Кол (Kol Facula), носящая имя гиганта из исландского фольклора;
- на Титане — отдельным факулам дают названия земных островов, которые не являются политически независимыми, а группам факул — названия архипелагов.